# Franco Venturi
Franco Venturi (Roma, Italia; 16 de mayo de 1914-Turín, Italia; 14 de diciembre de 1994) fue un historiador italiano, ensayista afamado y profesor especializado en la Ilustración y también en la historia de la oposición al zarismo en el siglo XIX.

## Trayectoria
Al año de nacer, en 1915, su padre Lionello Venturi decidió trasladarse con su familia a Turín, como catedrático Historia de Arte en su Universidad, pero tuvo que emigrar a París en 1932 y luego a los Estados Unidos; pues fue, en efecto, expulsado de la Universidad por el fascismo, al negarse a prestar juramento al Régimen. 
Así que la maduración política de su hijo fue muy rápida. Franco Venturi tuvo que estudiar en la Sorbona, con su padre, pero pronto colaboró con Justicia y libertad de Franco Rosselli y entró durante la Resistencia en el Partito d'Azione; fue detenido y confinado en Avigliano entre 1941 y 1943.
Sus escritos políticos desde 1933 (cuando no tenía aún veinte años) revelan una gran madurez: por ejemplo sobre la España republicana (sólo fueron recuperados en 1996), a la que vino a ayudar. Fue detenido por los franquistas en los subterráneos de un convento convertido en cárcel; el hambre que padeció allí le sugirió adoptar en la lucha antifascista el sobrenombre "Nada".
Tras la guerra mundial, Venturi no abandonó de inmediato la política: los sucesos de 1956 fueron decisivos para él, que estuvo en Rusia, en la embajada italiana en Moscú desde 1945 y 1950. Por efecto de su conocimiento del ruso, se convirtió en un afamado estudioso del movimiento populista contra el zar en el siglo XIX (El populismo ruso, 1952, 2 v.). Luego, publicó Exiliados rusos en el Piamonte después de 1848 (1959).
A su regreso a Italia, Franco Venturi hizo una gran carrera como profesor en la Universidad de Cagliari (1951-54), seguida de la de Génova y de la Universidad de Turín. Enseñante de historia moderna, fue un gran especialista en la Ilustración; su Setecientos reformador (1969-1990), en 5 vols., es una obra capital de la historiografía italiana. 
Además, Venturi fue un conocedor a fondo de los enciclopedistas (Los orígenes de la Enciclopedia, 1946) y autor de una monografía fundamental sobre la figura capital del siglo XVIII, no solo francesa: Juventud de Diderot. Véanse asimismo sus artículos que recoge en La Europa de las luces (de 1971).
En 1969, dio las conferencias G. M. Trevelyan en la Universidad de Cambridge, que se publicaron en inglés como Utopia and Reform in the Enlightenment, 1971; esta obra —Utopía y reforma en la Ilustración— se ha convertido en un clásico ya.
Dirigió la Rivista storica italiana y participó en la época dorada de la editorial Einaudi de Turín. Por añadidura, siguió interviniendo en múltiples publicaciones. Fue uno de los intelectuales italianos más importantes del siglo XX.

## Obra
- Jeunesse de Diderot (de 1713 à 1753), París, Skira, 1939; luego Giovinezza di Diderot, Palermo, Sellerio, 1988 (or. 1939).
- Il populismo russo, Turín, Einaudi, 1952: El Populismo ruso, Alianza, 1981, ISBN 978-84-206-2974-2
- Dalmazzo Francesco Vasco (1732-1794), París, Droz, 1940
- L'antichità svelata e l'idea di progresso in Nicolas-Antoine Boulanger, Bari, Laterza, 1947
- Jean Jaurès e altri storici della Rivoluzione francese, Turín, Einaudi, 1948
- Alberto Radicati di Passerano, Turín, Einaudi, 1954
- Il moto decabrista e i fratelli Poggi, Turín, Einaudi, 1956
- Esuli russi in Piemonte dopo il '48', Turín, Einaudi, 1959
- Discussion entre historiens italiens et soviétiques, París, Droz, 1966
- Settecento Riformatore, 1768-1776, Turín, Einaudi, 1969
- Utopia e riforma nell'Illuminismo, Turín, Einaudi, 1970 (y 1992).
- Europe des Lumières. Recherches sur le 18e siècle, París, Mouton, 1971, artículos.
- Settecento Riformatore, 1776–1789, I, Turín, Einaudi, 1976
- Settecento Riformatore, 1776–1789, II, La chiesa e la repubblica entro i loro limiti (1758-1774), Turín, Einaudi, 1976
- Settecento riformatore, III: La prima crisi dell'Antico Regime (1768-1776), Turín, Einaudi, 1979
- Settecento riformatore, IV: La caduta dell'Antico Regime (1776-1789), 2 t., Turín, Einaudi, 1984
- Settecento riformatore, V: L'Italia dei lumi (1764-1790), 2 t., Turín, Einaudi, 1987-1990
- Le origini dell'Enciclopedia, Roma-Firenze-Milán, Edizioni U, 1946 (Einaudi, 1963): Los orígenes de la Enciclopedia, Crítica, 1980, ISBN 978-84-7423-122-9
- La lotta per la libertà. Scritti politici, Turín, Einaudi, 1996, importante colección de escritos breves desde 1933 hasta 1968, ed. por L. Casalino.
- Alessandro Galante Garrone, y Franco Venturi, Vivere eguali. Dialoghi inediti intorno a Filippo Buonarroti, Reggio Emilia, Diabasis, 2009 ISBN 978-88-8103-663-9, ed. por M. Albertone

## Enlaces
- Oxford